# Werther's Original

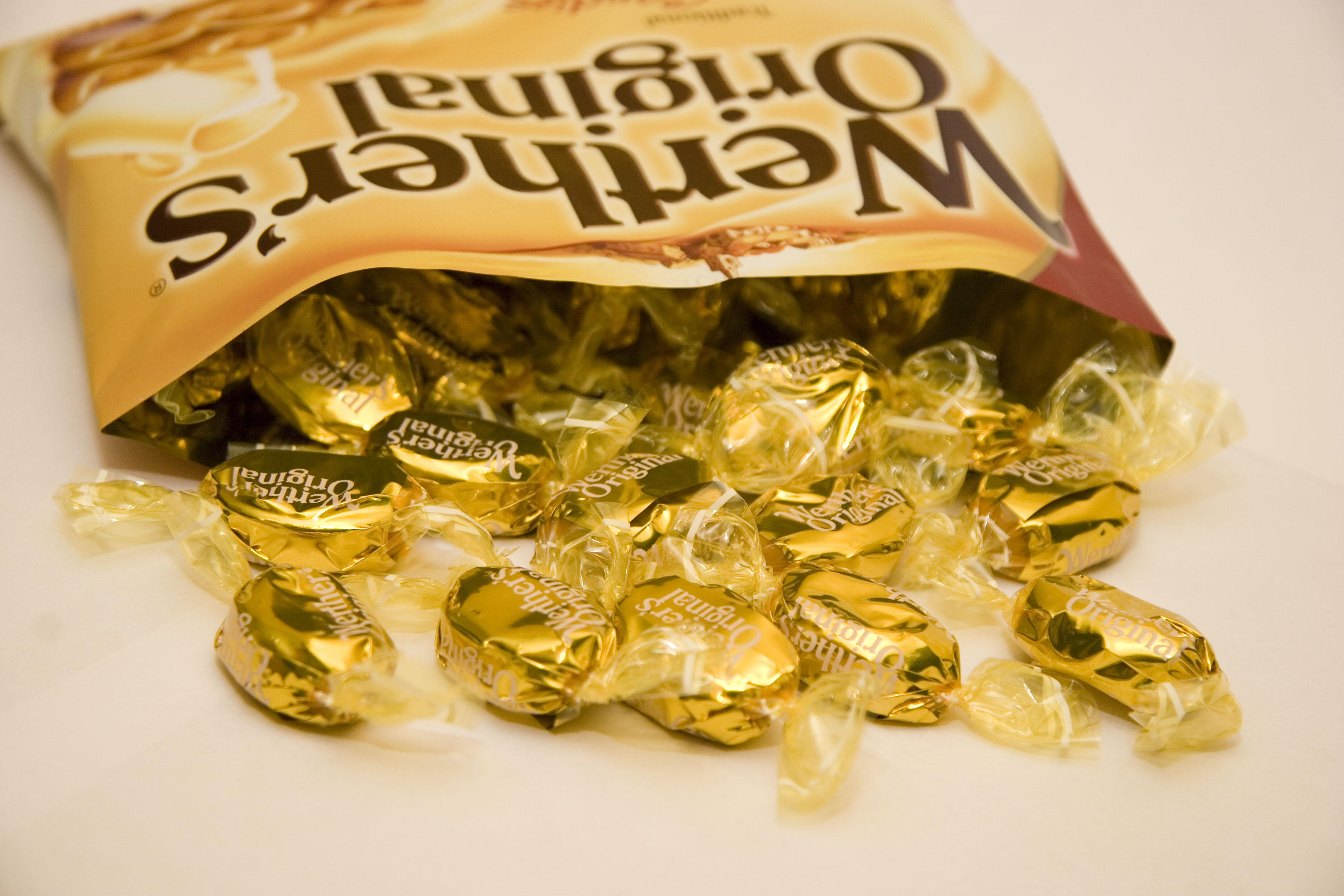
Bolsa abierta de Werther's Original.

Werther's Original es una marca de caramelos elaborada por la empresa alemana August Storck.
El dulce debe su nombre a la localidad germana de Werther (Renania del Norte-Westfalia), donde se fundó la empresa Storck. Comenzó a elaborarse en 1909 por obra del confitero Gustav Nebel, uno de sus primeros empleados, que diseñó un caramelo tostado con mantequilla, nata y azúcar blanco y moreno. La producción se mantuvo en esa ciudad hasta la década de 1940, cuando se trasladó a la planta central en Halle. En 1969 se asumió la marca Werther's Echte por primera vez y en 1990 se tradujo al inglés para su lanzamiento internacional. Storck lo distribuye en Europa y América, mientras que en Japón ha cedido los derechos a Morinaga.
Para darse a conocer en otros países, la empresa grabó un anuncio en el que un anciano recuerda cuándo comió su primer caramelo y ofrece un Werther's Original a su nieto. La publicidad internacional estaba protagonizada por el actor inglés Arnold Peters (1925-2013).
El caramelo original es duro, pero la empresa ha sacado múltiples variedades como tofes blandos para masticar, sin azúcar, cubiertos de chocolate, rellenos de crema de caramelo y crujientes con almendra. 